# 小野才八郎
小野 才八郎（おの さいはちろう、1920年3月7日 - 2014年8月11日）は、日本の小説家である。太宰治に師事した。
青森県北津軽郡金木町に生まれる。青森師範学校（現弘前大学）に学ぶ。尋常高等小学校訓導を経て、徴兵から復員し、青森県の公立小学校に勤務。1945年11月13日、金木町の生家に疎開中の太宰治を訪ね、以後師事する。1950年に上京し、東京都の公立小学校に勤める。1970年代から、主として『民主文学』に拠って創作活動を続ける。イタコの生涯に取材した作品が多い。また、太宰の命日を記念した桜桃忌には、太宰の作品を朗読することが多かった。著書には、『イタコ無明』などがある。